# Кривошеин, Григорий Григорьевич
Григорий Григорьевич Кривошеин (1868, Феодосия, Российская империя — 1945, Лион, Франция) — инженер-генерал-майор, инженер путей сообщения, мостостроитель, преподаватель.

## Биография
Родился 21 января (2 февраля) 1868 года в Феодосии.
Окончил 4-й Московский кадетский корпус, а в 1889 году Николаевское инженерное училище и в 1894 году по 1-му разряду Николаевскую инженерную академию. И в училище, и в академии его имя было занесено на почётные мраморные доски. Службу начал в 1887 году в 1-м Кавказском сапёрном батальоне.
Чины: поручик (1891); штабс-капитан (1893); капитан (1896); подполковник (1900); полковник (1904, за отличие); генерал-майор (1912).
С 16 февраля 1896 в течение года был репетитором Николаевской инженерной академии и училища по строительному искусству; 27 марта 1897 года принят в штатные преподаватели академии и училища.
С 30 января 1903 года — экстраординарный, с 7 февраля 1913 года — ординарный профессор; в январе 1916 года получил звание заслуженного профессора. Кроме этого с 1 января 1907 года был адъюнктом Технологического института с оставлением в прежней должности (с 16 июля 1913 года — профессор).
Член Правительственного Комитета по водопадам при Особом Совещании по обороне Государства (1916—1918 гг.). Начальник Управления работ по водопадам р. Малой Иматры и р. Волхова (1917—1918 гг.), Главный инженер Волховстроя (с 1918 года). 5 ноября 1919 года арестован и доставлен в Москву. Освобождён из-под стражи в начале 1920 года по ходатайству Политического Красного креста.
Награды: орден Станислава 2-й степени (1906 год), орден Св. Анны 2-й степени (1910 год), орден Св. Владимира 3-й степени (1913 год).
В 1921 году с семьёй тайно покинул Россию через Финляндию. В эмиграции жил в Чехословакии.
Сын — инженер Николай Кривошеин, внучка — Наталия Кривошеин де Канесе.

## Осуществлённые проекты
- Большеохтинский (Мост Петра Великого) через Неву в С.-Петербурге (1911 г.; арх. В. П. Апышков);
- Финляндский железнодорожный мост через Неву в С.-Петербурге (1910—1912 гг.; соавторы: инж. Н. А. Белелюбский, И. Г. Александров);
- Мост через Русановский проток Днепра в Киеве (1903—1906 гг.; соавтор Н. А. Белелюбский; разрушен в 1943 г.);
- Купол здания Главного штаба, С.-Петербург, Дворцовая пл. (1905 г.);
- Трамвайный мост через Фонтанку в створе Б. Подьяческой ул. (1908 г.; арх. М. М. Перетяткович; пролётное строение снято в 1958 г.; сохранились береговые устои).
- Храм-памятник во имя Свт. Алексия на поле Битвы народов в Лейпциге — расчёт устойчивости (1911—1913 гг.; арх. Покровский В. А.; расчёт железобетонного шатра — инж. Отто Энке).

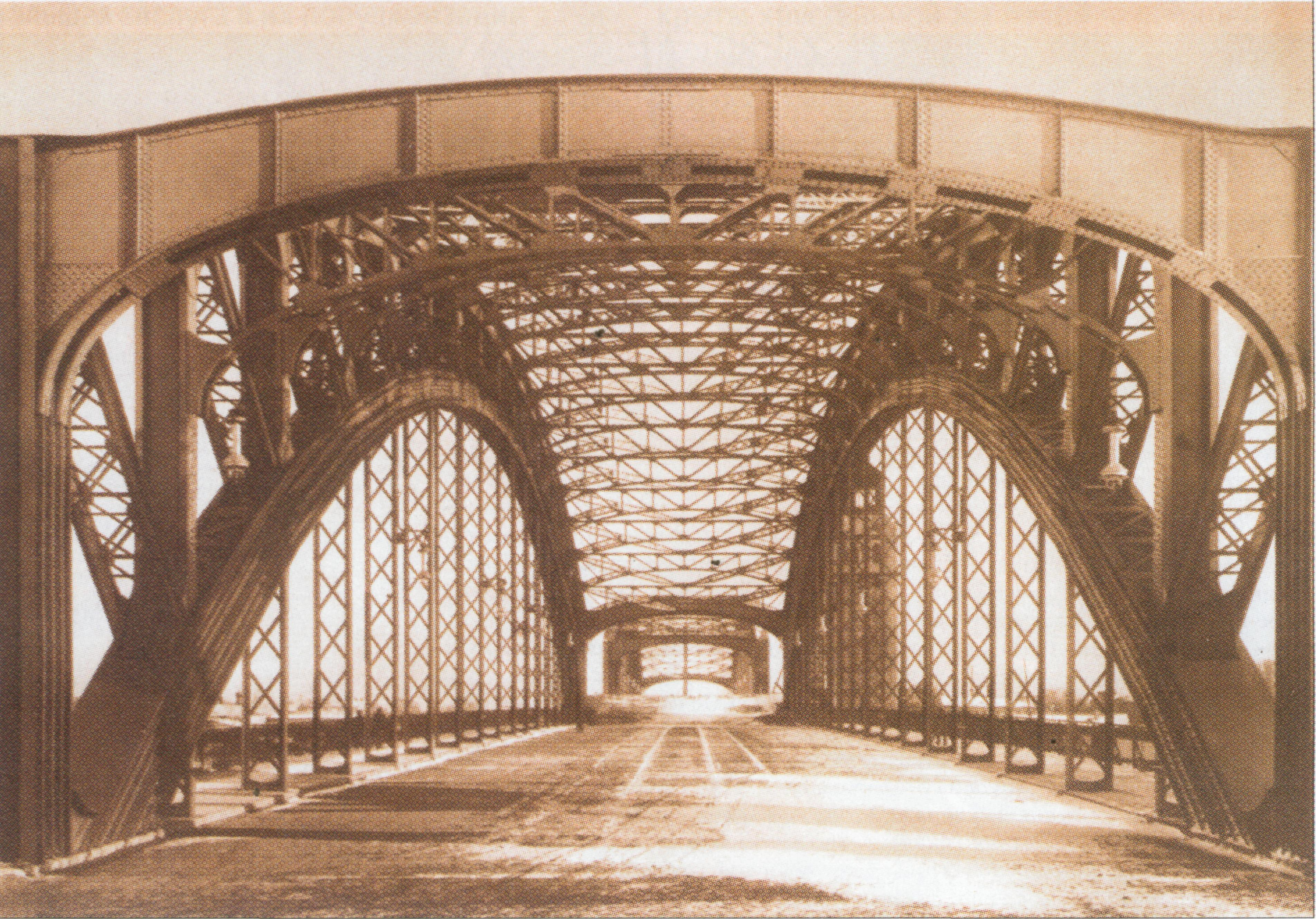
Мост Петра Великого
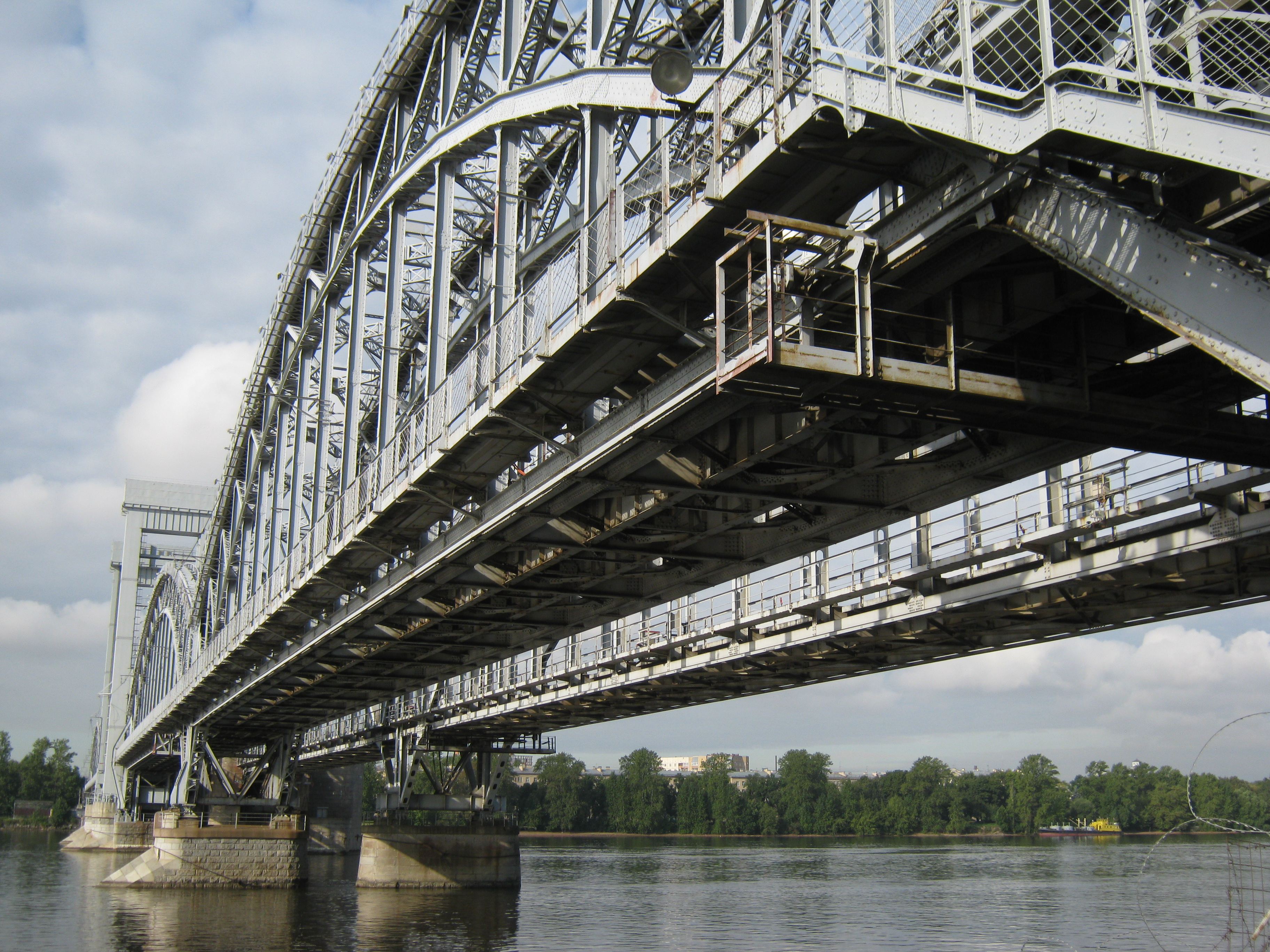
Финляндский железнодорожный мост
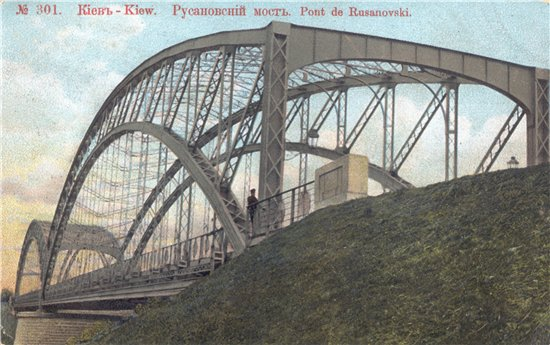
Русановский мост
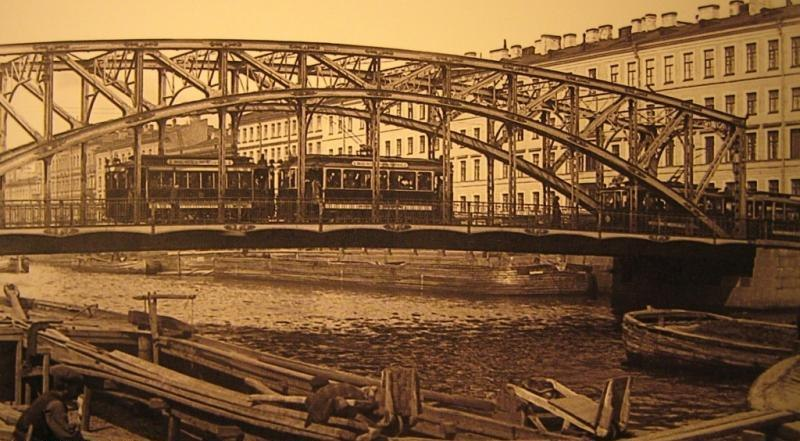
Трамвайный мост
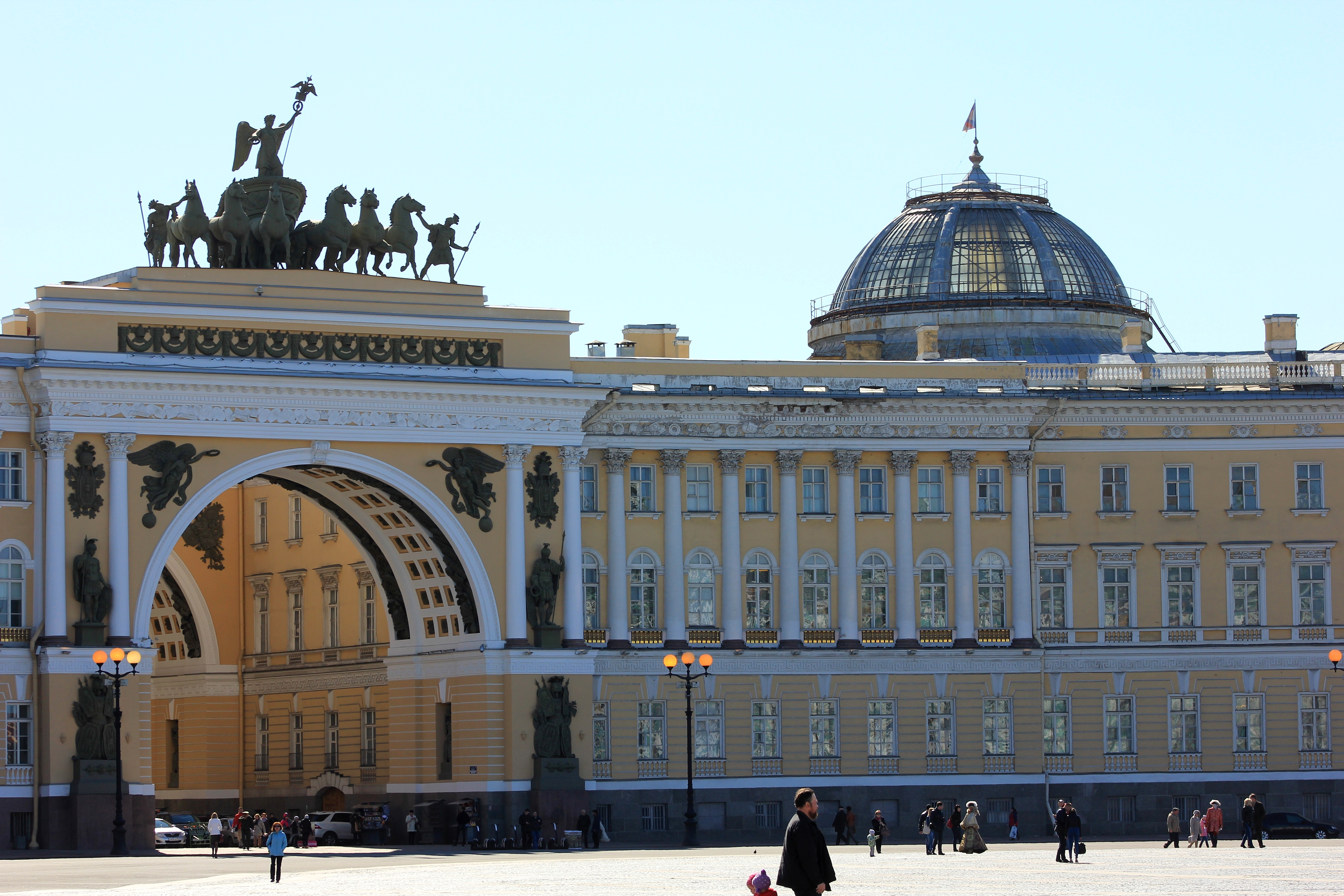
Купол Главного штаба

## Проекты неосуществлённые

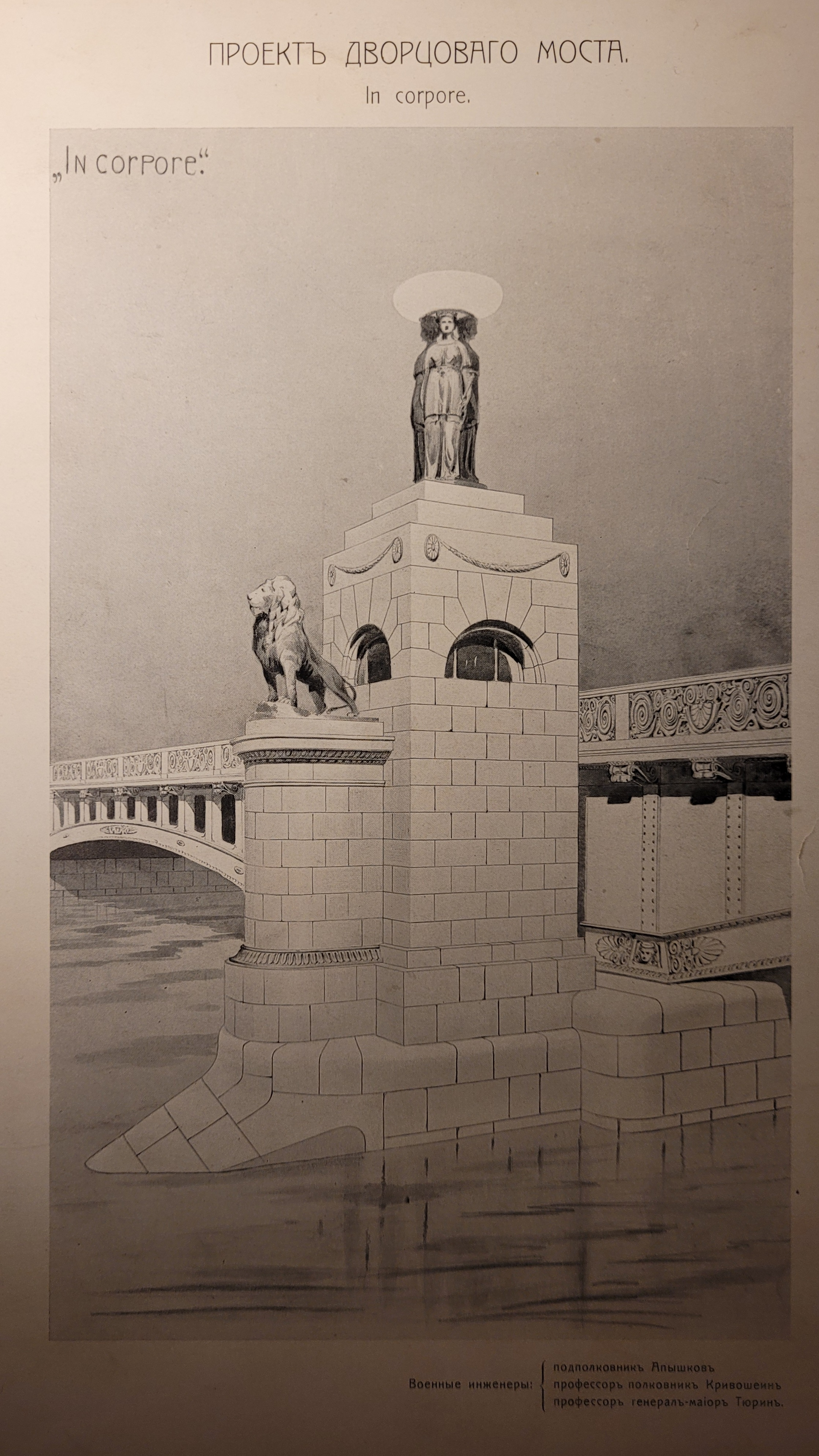
Проект Дворцового моста в Санкт-Петербурге. Военные инженеры: подполковник Апышков, профессор полковник Кривошеин, профессор генерал-майор Тюрин

- Мост через р. Великую во Пскове (1900 г.);
- Пантелеймоновский мост через Фонтанку (1903 г.; арх. Апышков В. П.);
- Дворцовый мост в Санкт-Петербурге (совместно с В.П. Апышковым и В.Г. Тюриным);
- Чернышёв мост через Фонтанку (1906 г.; арх. Апышков В. П.);
- Николаевский мост через Неву в С.-Петербурге (1907 г.; проект переустройства для пропуска больших военных и торговых судов по идее профессора В. Е. Тимонова);
- Мост в Стокгольме (1908 г.; арх. Дмитриев А. И.; внеконкурсный проект);
- Бородинский мост через Москву-реку в Москве (1910 г.; соавтор инж. Александров И. Г.; арх. Покровский В. А.; конкурс МАО);
- Перолльский мост во Фрейбурге в Швейцарии (1910 г.);
- Мост через Волгу в г. Старице Тверской губернии (1912 г.);
- Мост через Оку в Нижнем Новгороде (1913 г.; арх. Покровский В. А.; конкурс);
- Мост через Ангару в Иркутске (1914 г.; арх. Константинович Е. И.);
- Силовая станция (ГЭС) на реке Малой Иматре в Выборгской губернии (1916—1917 гг.; арх. Покровский В. А.);
- Силовая станция (ГЭС) на реке Волхов в Петроградской губернии (1917—1919 гг.; арх. Покровский В. А.; строительство передано инж. Графтио Г. О.; завершено в 1926 гг.).

## Печатные труды Г. Г. Кривошеина
- Альбом работ по постройке постоянного через р. Большую Неву Троицкого моста, дамбы и набережных между Кронверкским и Сампсониевским мостами. 1897—1903. СПб. 1903 г.
- Проект шоссейного моста системы Гербера через р. Великую в г. Пскове. СПб. 1900 г.
- Цепь с аркой. СПб. 1902 г.
- Мост через Русановский проток р. Днепра у г. Киева отверстием 95 саж. Пояснительная записка и расчёт верхняго строения моста. СПб. 1903 г. Соавтор Белелюбский Н. А.
- Проект переустройства Николаевского моста через р. Неву в Санкт-Петербурге для пропуска больших военных и торговых судов по идее профессора В. Е. Тимонова. СПб. 1907 г.
- Сопротивление материалов. Курс Николаевского инженерного училища. СПб. 1904 г.; 1910 г. (2-е изд.);
- Чернышев мост через Фонтанку в Санкт-Петербурге. Детальный проект перестройки. Чертежи. СПб. 1906 г.
- Военные разборчатые мосты. СПб. 1910 г.
- Данныя для расчёта мостов и стропил. СПб. 1910 г.
- Проекты Перолльского моста во Фрейбурге (Швейцария). СПб. 1910 г.
- Расчет железобетонных конструкций. СПб. 1912 г.
- Проект шоссейного моста через реку Волгу в г. Старице, Тверской губернии. СПб. 1912 г.
- Мост императора Петра Великого через р. Неву в г. Санкт-Петербурге. Технический отчёт. Сост. глав. инж. Г. Г. Кривошеин, проф., воен. инж. и помощники его: В. П. Апышков, С. П. Бобровский и др. СПб. 1913 г.
- Расчёт сводов. В 2-х частях. Ч. 1: Расчёт сводов по методу предельного равновесия. Ч. 2: Расчет упругаго свода. Пг. 1918 г.
- Сопротивление материалов. Л. 1924 г.; 1927 г. (2-е изд., дополн.); 1928 г.; 1930 г. (6-е изд.); 1931 г. (7-е изд.); 1933 г. (8-е изд.).

### Статьи в журналах
- «Висячий мост со средним шарниром. Статически-определимая система». Инженерное дело. 1895 г. № 1, 2, 3 и 4.
- «Новые мосты в Париже». Инженерное дело. 1897 г. № 12.
- «Новые мосты в Будапеште». Инженерное дело. 1897 г. № 4.
- «Блекуэльский туннель под Темзой в Лондоне». Инженерное дело. 1897 г. № 8.
- «Мосты с художественной точки зрения». Зодчий. 1899 г.
- «Решетчатые купола собора св. Александра Невского в Ялте». Зодчий. 1900 г.
- «Современные системы железных мостов». Технический ежегодник на 1900 г.
- «Трехпролетная арочная ферма с повышенною затяжкою». Инженерное дело. 1904 г. № 1.
- «Возвышенные арки с затяжкам». Инженерное дело. 1905 г. № 7-8, 9-10.
- «Ганзейский раскрывающийся мост в Штеттине». Инженерное дело. 1907 г. № 1.
- «О нормировке допускаемых напряжений в мостах». Вестник Общества технологов. 1908 г. № 8.
- «Каменные мосты Франции». Инженерное дело. 1913 г. № 10-11.